# Reepenia zebrae
Reepenia zebrae är en biart som först beskrevs av Heinrich Friese 1909.  Reepenia zebrae ingår i släktet Reepenia och familjen vägbin. Inga underarter finns listade i Catalogue of Life.